# Ujae
Ujae (deutsch veraltet: Katharineinseln bzw. Margareteninseln, auch: Ujamilai, Milai oder Serpent Island) ist ein Atoll der Ralik-Kette der Marshallinseln. Das Atoll hat eine Landfläche von 1,86 km², die eine Lagune von 186 km² umschließt. Das Atoll liegt 630 km nordwestlich der Hauptstadt der Marshallinseln Majuro.
Im Jahre 2021 hatte das Atoll 310 Einwohner.